# Jacob Ortmark
Jacob Ortmark, né le 29 août 1997 en Suède, est un footballeur suédois qui évolue au poste de milieu central à l'IFK Norrköping.

## Biographie

### En club
Né en Suède, Jacob Ortmark commence le football au Stocksunds IF (en) avant d'être formé par l'IF Brommapojkarna. Il joue son premier match en professionnel avec ce club, le 25 août 2014, à l'occasion d'une rencontre d'Allsvenskan face au Djurgårdens IF. Il entre en jeu à la place de Pontus Åsbrink, et son équipe s'incline par quatre buts à zéro.
Le 19 février 2019, Jacob Ortmark rejoint le Degerfors IF. Il signe un contrat de deux ans avec le club évoluant alors dans la Superettan. Il joue son premier match sous ses nouvelles couleurs le 31 mars 2019, lors de la première journée de la saison 2019 face au Syrianska FC. Il entre en jeu à la place de Marcus Astvald (en) et son équipe s'impose par quatre buts à un.
Le 16 octobre 2020, Jacob Ortmark s'engage librement à l'IK Sirius pour un contrat de trois ans. Le transfert prend effet au 1er janvier 2021. Il retrouve alors l'Allsvenskan lors de la première journée de la saison 2021, contre l'IFK Norrköping le 11 avril 2021. Il s'illustre ce jour-là en marquant son premier but, permettant à son équipe d'égaliser (1-1 score final).
Jacob Ortmark s'engage avec l'IFK Norrköping le 8 février 2022, signant un contrat courant jusqu'en décembre 2025. Il arrive notamment pour renforcer le milieu de terrain après le départ d'Alexander Fransson.
Le 2 octobre 2022, Ortmark se fait remarquer lors d'une rencontre de championnat face au GIF Sundsvall en marquant un but en réalisant un retourné acrobatique. Avec ce but, il participe à la victoire de son équipe ce jour-là (1-3 score final),.

### En sélection
Jacob Ortmark représente l'équipe de Suède des moins de 17 ans en 2014, avec un total de deux matchs joués.